# پلینز (جورجیا)
پلینز، جورجیا (به انگلیسی: Plains, Georgia) یک شهر در ایالات متحده آمریکا با جمعیت ۷۷۶ نفر است که در جورجیا واقع شده‌است.این شهر زادگاه جیمی کارتر ،سی ونهمین رئیس جمهور ایالات متحده آمریکا است.

## موقعیت جغرافیایی
موقعیت جغرافیایی شهرها و مناطق اطراف به شرح زیر است: